# John Hendrie
John Grattan Hendrie, couramment appelé John Hendrie, est un footballeur puis entraîneur écossais, né le 24 octobre 1963, à Lennoxtown. Évoluant comme avant-centre ou ailier droit, il est principalement connu pour ses saisons à Bradford City, Newcastle United, Leeds United et Middlesbrough.
Il devient entraîneur à la fin de sa carrière de joueur, prenant un poste d'entraîneur-joueur pour sa dernière saison à Barnsley.

## Biographie

### Carrière de joueur
Natif de Lennoxtown, en Écosse, il est formé et connaît ses premières années pros à Coventry City, s'y engageant comme stagiaire en juin 1980 puis comme pro en mai 1981. Même si ses performances en équipe réserve sont de très haut niveau (meilleur buteur de la réserve en 1983-84 avec 25 buts), il n'arrive jamais à s'imposer véritablement en équipe première et il est transféré à Bradford City en 1984, après une saison de prêt à Hereford United.
Sa première saison à Bradford City est une grande réussite. Recruté en même temps que l'ancienne gloire Trevor Cherry, ils obtiennent la promotion à l'échelon supérieur même si la saison est marquée par le drame de l'incendie de leur stade, au cours duquel 56 spectateurs trouvent la mort. 
Lors de ses quatre saisons à Bradford City, il joue un nombre impressionnant de 173 matches de championnat consécutifs, n'en manquant qu'un seul, le tout dernier de la saison 1987-88, car il avait été expulsé lors du match précédent. Ce dernier match, en cas de victoire, aurait permis à Bradford City de connaître une nouvelle promotion, mais, sans Hendrie, il se conclut par une défaite 2-3 contre Ipswich Town.
Ayant attiré l'attention de clubs plus huppés, il s'engage alors pour Newcastle United dans un transfert d'un montant de 500 000 £. Il n'y reste qu'une saison avant de s'engager pour Leeds United. Il s'engage dès la saison suivante pour Middlesbrough, avec qui il obtient la promotion pour jouer la saison inaugurale de la toute nouvelle Premier League.
Le 5 décembre 1992, à l'occasion d'une victoire 3-2 contre Blackburn Rovers, il signe le troisième coup du chapeau de l'histoire de la Premier League, étant juste devancé par Éric Cantona de Manchester United et Mark Robins de Norwich.
Après avoir été relégué avec son club, il conquiert de nouveau la promotion à l'issue de la saison 1994-95, à l'issue de laquelle il termine meilleur buteur de son club. Il entre définitivement dans l'histoire de son club, en étant le dernier à inscrire un but à Ayresome Park, le 30 avril 1995 face à Luton Town, avant le déménagement au Riverside Stadium.
Après le recrutement de la star brésilienne Juninho Paulista, Hendrie perd sa place de titulaire et se voit transféré la saison d'après à Barnsley, où il s'impose rapidement en équipe première et aide son nouveau club à obtenir la promotion en Premier League dès la première saison. Malheureusement, ils sont relégués dès la saison suivante et, à la suite du renvoi de l'entraîneur Danny Wilson (en), il est promu au rang d'entraîneur-joueur.

### Carrière d'entraîneur
Ayant pris en charge l'équipe tout en continuant à jouer sur le terrain, ses résultats ne s'avèrent pas à la hauteur des espoirs de la présidence du club. Il ne réussit pas à se mêler à la lutte pour la promotion, stagnant en milieu de tableau, avant d'être renvoyé le 19 avril 1999.
| Équipe   | Du             | Au            | Statistiques | Statistiques | Statistiques | Statistiques | Statistiques |
| Équipe   | Du             | Au            | M            | V            | N            | D            | % V          |
| -------- | -------------- | ------------- | ------------ | ------------ | ------------ | ------------ | ------------ |
| Barnsley | 7 juillet 1998 | 19 avril 1999 | 54           | 19           | 18           | 17           | 35.19        |

## Palmarès
- Bradford City :
  - Vainqueur de la Division 3 anglaise en 1984-85

- Leeds United :
  - Vainqueur de la Division 2 anglaise en 1989-90

## Vie personnelle
Son oncle, Paul Hendrie (en) fut aussi footballeur professionnel, jouant notamment pour Stockport County, tout comme ses cousins Stuart Hendrie (en) et Lee Hendrie, ce dernier faisant une grande carrière avec Aston Villa devenant même international anglais.